# Catharine Pendrel
Catharine Pendrel (Fredericton, 30 settembre 1980) è una mountain biker e ciclocrossista canadese, medaglia di bronzo nel cross country ai Giochi olimpici di Rio de Janeiro 2016 e due volte campionessa del mondo di specialità.

## Carriera
Il 20 agosto 2016 conclude al terzo posto la gara di cross country femminile ai Giochi olimpici di Rio de Janeiro. Il 4 settembre, dopo la sesta e ultima prova della stagione a Vallnord, si aggiudica per la terza volta la Coppa del mondo di cross country.

## Palmarès

### MTB
- 2007

Giochi panamericani, Cross country
- 2008

7ª prova Coppa del mondo, Cross country (Bromont)
- 2009

6ª prova Coppa del mondo, Cross country (Mont-Sainte-Anne)
Campionati canadesi, Cross country
- 2010

3ª prova Coppa del mondo, Cross country (Offenburg)
Campionati canadesi, Cross country
6ª prova Coppa del mondo, Cross country (Windham)
Classifica finale Coppa del mondo, Cross country
- 2011

4ª prova Coppa del mondo, Cross country (Mont-Sainte-Anne)
Campionati canadesi, Cross country
6ª prova Coppa del mondo, Cross country (Nové Město na Moravě)
7ª prova Coppa del mondo, Cross country (Val di Sole)
Campionati del mondo, Cross country
- 2012

2ª prova Coppa del mondo, Cross country (Houffalize)
Campionati canadesi, Cross country
5ª prova Coppa del mondo, Cross country (Mont-Sainte-Anne)
6ª prova Coppa del mondo, Cross country (Windham)
Classifica finale Coppa del mondo, Cross country
- 2014

Campionati canadesi, Cross country
6ª prova Coppa del mondo, Cross country (Windham)
Campionati del mondo, Cross country
- 2015

Campionati canadesi, Cross country
- 2016

5ª prova Coppa del mondo, Cross country (Mont-Sainte-Anne)
Classifica finale Coppa del mondo, Cross country

### Ciclocross
- 2013-2014

Campionati canadesi
BC Grand Prix of Cyclo-Cross (Surrey)
- 2014-2015

Campionati canadesi
Manitoba Grand Prix of Cyclo-Cross (Winnipeg)

## Piazzamenti
- Giochi olimpici

Rio de Janeiro 2016 - Cross country: 3ª
Tokyo 2020 - Cross country: 18ª